# كريستي كلارك
كريستي كلارك (بالإنجليزية: Christie Clark)‏ هي ممثلة أمريكية، ولدت في 13 ديسمبر 1973 في لوس أنجلوس في الولايات المتحدة.

## وصلات خارجية
- الموقع الرسمي
- كريستي كلارك على موقع IMDb (الإنجليزية)
- كريستي كلارك على موقع أول موفي (الإنجليزية)
- كريستي كلارك على موقع قاعدة بيانات الأفلام السويدية (السويدية)
- كريستي كلارك على موقع قاعدة بيانات الفيلم (الإنجليزية)
- كريستي كلارك على موقع كينوبويسك (الروسية)